# Ajkaceratops
Ajkaceratops ist eine Gattung von Ceratopsiern aus der Gruppe der Coronosauria. Die einzige bekannte Art der bislang monotypischen Gattung ist Ajkaceratops kozmai aus dem Santonium (vor ca. 86,3 bis 83,6 Millionen Jahren) von Ungarn. Ajkaceratops gilt als der erste gesicherte Nachweis eines Vertreters der Ceratopsia in Europa.

## Etymologie und Forschungsgeschichte
Der Gattungsname bezieht sich auf die ungarische Stadt Ajka, in deren Nähe die Überreste von Ajkaceratops gefunden wurden, in Kombination mit der, bei Vertretern der Ceratopsia häufig verwendeten, Endung „-ceratops“ nach altgriechisch κέρας, kéras – „Horn“ und ὤψ, ōps – „Auge“, „Gesicht“. Der Artzusatz „kozmai“ ehrt den ungarischen Geologen Károly Kozma. Der Artname lässt sich dementsprechend etwa mit „Kozmas Horngesicht von Ajka“ übersetzen.
Die Überreste von Ajkaceratops kozmai stammen aus der sogenannten Csehbánya-Formation aus dem Iharkút-Bauxit-Tagebau im Komitat Veszprém und wurden 2010 erstmals durch Ősi et al. beschrieben. Ajkaceratops kozmai gilt damit als erster unzweifelhafter Nachweis eines Vertreters der Ceratopsia in Europa. Frühere Fundberichte von anderen europäischen Fundstellen galten als zweifelhaft und die meisten Fachleute stimmten darin überein, dass die geographische Verbreitung der Ceratopsia auf Nordamerika und Ostasien beschränkt war.
2015 veröffentlichten Csiki-Sava et al. in einer umfassenderen Analyse einen möglichen Erklärungsansatz für das Vorkommen von Ceratopsiern in Europa.

## Fossilbeleg
Das bislang vorhandene Fossilmaterial von Ajkaceratops kozmai wird am Ungarischen Naturwissenschaftlichen Museum (Magyar Természettudományi Múzeum) in Budapest aufbewahrt und umfasst nur ein Fragment des Rostrums (Holotypus MTM V2009.193.1) sowie 4 Prädentalia, die unter der Annahme, dass in diesem Gebiet zeitgleich nur eine Art aus der Gruppe der Ceratopsia vorkam, ebenfalls Ajkaceratops kozmai zugerechnet werden. Der Holotypus besteht im Wesentlichen aus dem Rostrale, noch im Verbund mit Fragmenten des unbezahnten Prämaxillare und des rostralen Fortsatzes der Maxilla.
Eine Analyse der Abnutzungsspuren an den Zähnen des kleinen, ebenfalls in der Csehbánya-Formation auftretenden Ornithopoden Mochlodon vorosi hat gezeigt, dass einige wenige Zähne, die ursprünglich als Unterkieferzähne von Mochlodon interpretiert worden waren, deutlich abweichende Abnutzungsmuster aufweisen. Zähne, die sich eindeutig der Gattung Mochlodon zuordnen lassen, zeigen an ihren Abnutzungsflächen gerade, annähernd parallele Striemen und Kratzer, die auf eine weitgehend orthale (vertikal, parallel zur Sagittalebene orientierte) Kieferbewegung hinweisen. Bei den Zähnen mit abweichendem Muster weisen die Abnutzungsflächen hingegen annähernd konzentrisch angeordnete, bogenförmige Spuren auf, die für eine gleichzeitige Kombination aus orthaler und palinaler (horizontal, parallel zur Sagittalebene orientierte) Kieferbewegung beim Kauvorgang sprechen. Eine solche circumpalinale Kaubewegung ist von Vertretern der Ornithopoda unbekannt, wurde jedoch bei einigen Vertretern der Neoceratopsia festgestellt. Da die Zähne von Ornithopoden und Ceratopsiern sehr ähnlich gestaltet sein können, vermuten die Autoren dieser Studie, dass es sich bei den Zähnen mit circumpalinalen Abnutzungsmustern um Fossilbelege von Ajkaceratops handeln könnte.

## Merkmale
Trotz des nur bruchstückhaft vorhandenen fossilen Belegmaterials geben Ősi et al. (2010) einige wesentliche Merkmale an:
- Ein in der Art eines Papageienschnabels gekrümmter Rostralknochen,
- ein stark gewölbtes Gaumendach der Prämaxilla und
- ein ventral („bauchseitig“) gelegener, deutlicher Fortsatz an den sehr wahrscheinlich zugehörigen Prädentalia

belegen die Zugehörigkeit zu den Ceratopsia.
- Eine zusätzliche, ovale Schädelöffnung (engl. „accessory fenestra“) zwischen Maxilla und Prämaxilla, deutlich abgegrenzt von der äußeren Nasenöffnung,

weist auf ein Verwandtschaft mit den Coronosauria innerhalb der Ceratopsia hin.
Als autapomorphe Merkmale der Gattung Ajkaceratops gelten schließlich:
- Der bauchseitig (ventral) zu diesem zusätzlichen Schädelfenster liegende Teil der Prämaxilla ist dorsoventral abgeflacht;
- Ein hinten seitlich ansetzender („caudolateraler“) Fortsatz der Prämaxilla ist gekrümmt und in seinem Endverlauf annähernd horizontal orientiert;
- Die außen liegenden Ränder der wahrscheinlich zugehörigen Prädentalia sind scharf begrenzt und nicht abgeschrägt.

Aufgrund der Abmessungen der bislang gefundenen Skelettelemente gehen Ősi et al. (2010) davon aus, dass die bislang gefundenen Individuen von Ajkaceratops eine maximale Körperlänge von nur etwa 1 m erreichten. Ajkaceratops wäre damit ein überaus kleinwüchsiger Vertreter der Coronosauria. Die Autoren betonen zwar, dass eine Abschätzung des Individualalters anhand des vorliegenden Fossilmaterials nicht möglich ist, weisen aber auch darauf hin, dass keine Anzeichen für ein Jugendstadium vorliegen. Ajkaceratops war damit möglicherweise tatsächlich eine Zwergform der Coronosauria.

## Palökologie

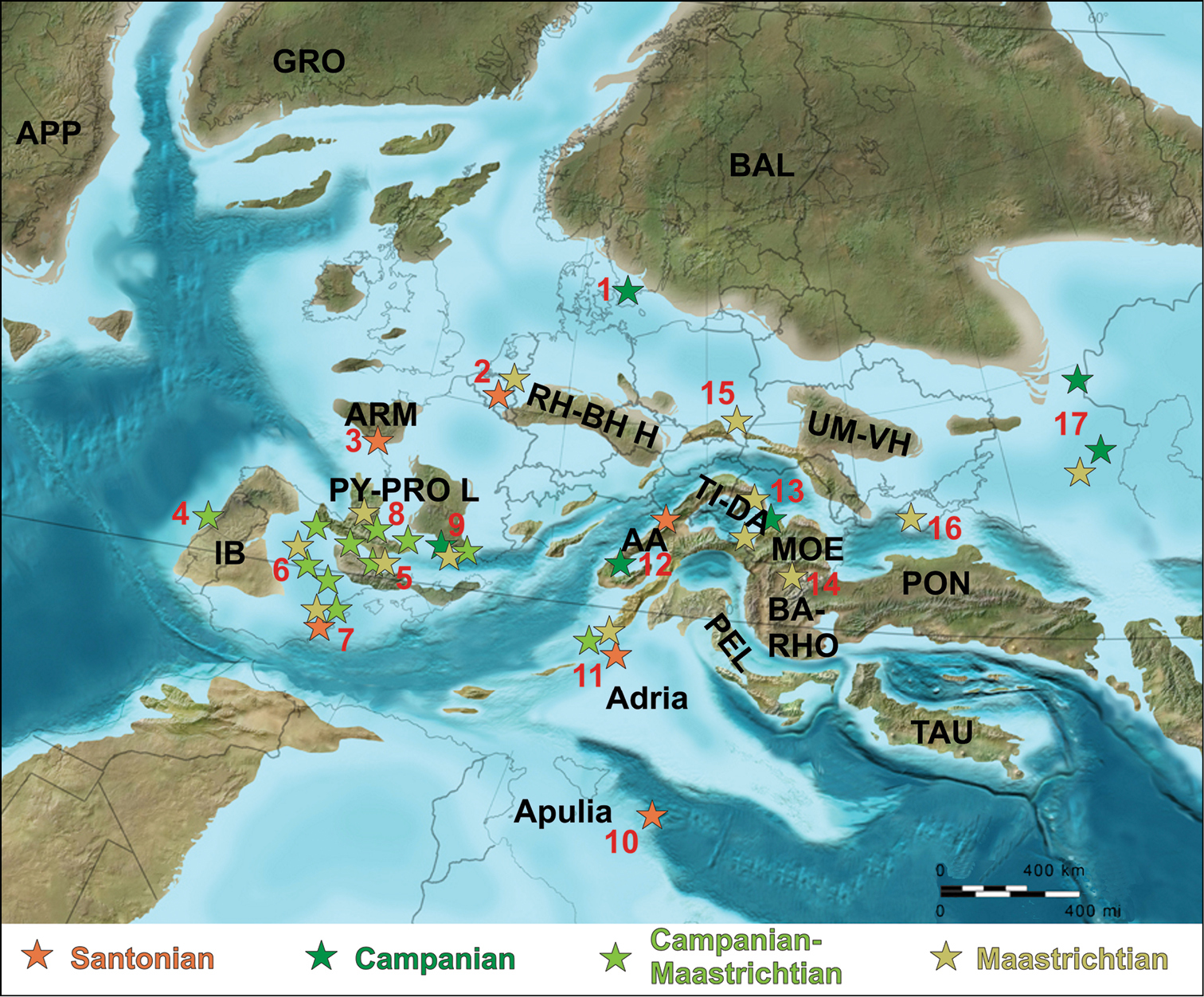
Paläogeographische Karte Europas für den Zeitraum Santonium–Maastrichtium, der orange Stern in Bildmitte bei der Nummer 12 markiert in etwa die Fundstelle von Ajkaceratops; aus Csiki-Sava et al. (2015)

Ajkaceratops war, wie alle anderen Vertreter der Ceratopsia auch, ein quadrupeder Pflanzenfresser.
Mitteleuropa bestand während der oberen Kreidezeit im Wesentlichen aus einer Ansammlung von größeren und kleineren, weitgehend voneinander isolierten Inseln („Europäischer Kreide-Archipel“). Die Sedimente der Csehbánya-Formation wurden im Tiefland-Saum einer der größeren dieser Inseln in einer Schwemmebene abgelagert, was im Wesentlichen auch dem Lebensraum von Ajkaceratops entsprochen haben dürfte.
Wie bereits von Ősi et al. (2010) angedeutet, wird für Ajkaceratops paläobiogeographisch ein Zuzug aus dem ostasiatischen Raum, von Insel zu Insel, und hinsichtlich seiner Größe ein Fall von Inselverzwergung in Betracht gezogen.